# Неделчо Бончев
Поручик Неделчо Иванов Бончев е български летец-изтребител. Известен е като втория български пилот, свалил чрез таран американски бомбардировач по време на Втората световна война.

## Биография
Неделчо Бончев е роден на 21 юни 1917 г. в София. След завършване на Втора мъжка гимназия, постъпва във Военното на Негово Величество училище. Обучен е като летец-изтребител в България, Германия и Италия. От август 1943 г. е командир на ято във 2/6 изтребителен орляк. Участва в боевете за отбраната на София по време на бомбардировките през 1943-1944 г. На 20 декември 1943 г. той поврежда тежко един американски четиримоторен бомбардировач, а на 30 март 1944 г. сваля една летяща крепост Боинг Б-17.
На 17 април 1944 г. атакува една летяща крепост Боинг Б-17. По собствените му разкази, старае се да стреля от максимална близост, за най-добри попадения, но приближава прекалено и не успява да се размине с бомбардировача. Двата самолета се сблъскват и разрушават във въздуха. Бончев се свестява след свободно падане от няколко хиляди метра заедно с бронираната пилотска седалка. Успява да се освободи от коланите и да отвори парашута си. Приземява се в една дълбока преспа до село Студена, Пернишко, без ботуши, загубени по време на падането. Признати са му 8 въздушни победи.
От престоя в снега Бончев развива бронхопневмония и се налага лечение, което продължава през цялото лято на 1944, съпроводено с лекарска забрана за летене.
Към края на лятото той се завръща при бойните си другари в ятото. Българската войска е изпратена от новата власт срещу нов противник – отстъпващите германци. Започват бойни задачи и Бончев не може да се сдържи повече да бездейства. Сам отхвърля лекарската забрана и на 5 октомври 1944 г. излита начело на две четворки изтребители Месершмит Ме 109 от 2/6 орляк. Бойната задача е да прикриват шест бомбардировача До 17, след което да проведат самостоятелни атаки по земни цели по шосето Крива паланка-Куманово. При заход за земна атака, самолетът на Бончев е улучен от противникови зенитни оръдия. Пилотът скача с парашут от малка височина, а след секунди машината експлодира. При приземяването наранява крака си. Пленен е от германците. За последно е видян от българския офицер-летец, поручик Георги Петков Георгиев – Гошето. Разминават се под конвой на входа на военнопленническия лагер в Скопие, нямат възможност да разменят нито дума.
По-нататъшната съдба на Бончев е неизвестна. Съществуват различни предположения: че е загинал по време на преход на военнопленническа колона около Прищина, че е екзекутиран от германците чрез разстрел, и други. Истината не е известна.

## Други
- На Неделчо Бончев е кръстена улица в софийския район Искър. В началото ѝ е поставена паметна плоча и монумент от самолетно витло.